# Округ Амхерст (Вирџинија)
Округ Амхерст (енгл. Amherst County) је округ у америчкој савезној држави Вирџинија.

## Демографија
По попису из 2010. године број становника је 32.353, што је 459 (1,4%) становника више него 2000. године.
| Група             | 2000.          | 2010.          |
| Белци             | 24.645 (77,3%) | 24.491 (75,7%) |
| Афроамериканци    | 6.311 (19,8%)  | 6.148 (19,0%)  |
| Азијати           | 113 (0,4%)     | 154 (0,5%)     |
| Хиспаноамериканци | 306 (1,0%)     | 625 (1,9%)     |
| Укупно            | 31.894         | 32.353         |